# Thiron-Gardais
Thiron-Gardais település Franciaországban, Eure-et-Loir megyében. Lakosainak száma 972 fő (2022. január 1.). Thiron-Gardais Chassant, Combres, La Croix-du-Perche, La Gaudaine, Montigny-le-Chartif, Arcisses és Saintigny községekkel határos.

## Népesség
A település népessége az elmúlt években az alábbi módon változott:
| Lakosok száma | 616  | 1019 | 1171 | 1103 | 1050 | 1016 | 995  | 982  | 983  | 972  |
|               | 1968 | 1982 | 1990 | 2006 | 2013 | 2015 | 2017 | 2019 | 2020 | 2022 |